# The Night Sitter
The Night Sitter ist eine US-amerikanische Horrorfilm-Komödie aus dem Jahr 2018 mit Elyse Dufour in der Hauptrolle.

## Handlung
Die junge, attraktive Amber reist in den Ort Devinshire zum Haus des Okkultisten Ted Hooper, der verwitwet ist und an diesem Abend ein Date mit der alleinerziehenden Charlotte wahrnehmen möchte. In der Zwischenzeit soll Amber in seinem Haus auf seinen Sohn Kevin und Charlottes Sohn Ronnie aufpassen, die beide etwa 12 Jahre alt sind. Während Kevin ein ruhiger Junge ist und unter dem Verlust seiner Mutter und heftigen Alpträumen leidet, ist Ronnie frech und ungezogen. Ted und Charlotte verabschieden sich, wobei Ted seinem Sohn einschärft, dass ihm das Betreten seines verschlossenen Büros aufs strengste verboten ist.
Was Ted nicht ahnt, ist, dass Amber keine gewöhnliche Babysitterin ist. Bald darauf beobachtet Kevin sie unbemerkt, als sie Geld und Uhren seines Vaters entwendet. Nachdem Amber Pizza bestellt und den ihr interessierte Nachbarn Vincent abwimmelt, wird sie von Kevin mit den Diebstahl konfrontiert. Kalt erwischt leugnet Amber ihre Tat nicht, sondern rechtfertigt diese vielmehr mit einer Robin-Hood-Erzählung. Kevin seinerseits vertraut ihr an, dass er von der Präsenz dreier unheimlicher Gestalten geplagt wird. Amber bietet ihm an, im Zimmer nachzuschauen, dass keine Monster anwesend sind und bei ihm zu bleiben, bis er einschläft. Als Amber zwischenzeitlich selbst einschläft, will sie die beiden Jungen verlassen, wobei sie aus Versehen Ronnie leicht mit dem Fuß trifft. Als dieser ein Theater macht, zeigt sie Ronnie ihre vom BH bedeckten Brüste, um ihn ruhigzustellen, was augenscheinlich funktioniert. 
Amber verlässt das Zimmer, doch Ronnie hat andere Pläne. Es ist ihm gelungen den Schlüssel zum Arbeitszimmer von Teds Vater an sich zu nehmen. Von Amber unbeobachtet, betreten die beiden Jungen das Zimmer und Kevin öffnet das Buch der 'drei Mütter'. Kevin wird klar, dass es sich dabei um die drei Gestalten handelt, die ihn in seinen Alpträumen heimsuchen. Ungewollt aktiviert er das Hexenbuch. Als Kevin aus seiner Trance erwacht, ist Ronnie nicht mehr im Zimmer. Kevin sucht ihn. Währenddessen bekommt Amber Besuch von Rod, Martin und Lindsey, ihren drei Komplizen mit denen sie das Haus von Ted Hooper ausrauben will. Allerdings sind sie alle Amateure und Lindsey und Rod haben lieber Sex, als sich um das Ausrauben des Hauses zu kümmern. 
Entsetzt entdeckt Kevin im Keller schließlich Ronnie, wo er von zwei der drei Mütter gefangen gehalten am Kopf von der Decke hängt. Eine der Hexen schneidet Ronnie die Kehle durch und fängt sein Blut in einem Eimer auf. Zeitgleich bemächtigt sich die dritte Hexe des Körpers von Lindsey. Kevin erzählt Amber was geschehen ist, doch sie glaubt ihm nicht. Als erneut der Nachbar Vincent auftaucht, versucht sie ihn ruhig zu stellen, indem sie in sein Haus geht. Vincent erweist sich als vom Okkultismus genauso fasziniert und belesen wie Kevins Vater. Kurz darauf werden sie in Panik von Kevin gestört, der berichtet, dass Lindsey böse geworden sei, auch berichtet er von den Hexen. Vincent identifiziert sie als die drei Mütter, drei berüchtigte Kindermörderinnen. Als sie von draußen Schreie hören, kehren sie in Kevins Haus zurück, wo sie die von den Hexen besessene Lindsey treffen, die Rod zwei Finger abbeißt. Kurz darauf töten sie Vincent, woraufhin Martin und die anderen in Panik davoneilen, hinüber ins Poolhaus, wo Martin von Lindsey erschlagen und Kevin von einer Hexe entführt wird. Amber ersticht mit einem Messer schließlich Lindsey.
Schließlich kehren Ted und Charlotte von ihrem Date zurück und finden die Kampfesspuren im Haus vor. Ted erkennt, dass die Ereignisse etwas mit dem Hexenbuch zu tun haben. Charlotte wird von den Hexen angegriffen und Rod irrtümlich von Ted erschossen. Als sie die anwesenden Hexen sehen, offenbart Ted, dass er ihr Erscheinen gezielt provozieren wollte, wozu er Ronnie benutzen und opfern wollte. Nicht geplant war dagegen, dass sein eigener Sohn das Hexenbuch aktiviert. Ted glaubt, dass man nur das Hexenbuch verbrennen müsse, um die Hexen zu beseitigen. Daher schleichen sie sich in den Keller, wo die Hexen bald Kevin opfern wollen. Doch Teds Annahme zum Sieg über die Hexen erweist sich als falsch und er selbst wird von den Hexen getötet, doch Amber gelingt es erstaunlicherweise selbst eine der Hexen zu töten.
Amber erinnert sich daran, dass Kevin erzählt hat, dass er den Hexen in seinen Alpträumen stets entkam, weil ihm seine Mutter erschien und ihn aufforderte, zu rennen und nicht zurückzublicken. Sie fordert ihn auf, genau das jetzt mit ihm zu tun. Beide können aus dem Haus entkommen und fliehen mit Ambers Wagen. Da Kevin niemanden mehr hat, bleibt er bei Amber. Später kommt ein Nachbar zum Haus der Hooper und öffnet die Tür, wodurch die Hexen freigelassen werden.